# Бендер III
Бенде́ры-3 — станция и один из трёх железнодорожных вокзалов в Бендерах. Действует в дальнем сообщении. Станция относится к железной дороге Молдовы.

## История
С 2006 года на территории станции МЖД открыла свою станцию — так называемую «Бендеры-3». Эта станция является предметом спора между ПЖД и МЖД, так как все, что располагается за так называемым входным светофором, относится к собственности Приднестровской железной дороги. Но с другой стороны, станция «Бендеры-3» прилегает к землям села Варница, которое находится под юрисдикцией Республики Молдова. Это уже считается Зоной безопасности, поэтому любые строительные действия на данном участке должны быть согласованны с Объединённой контрольной комиссией.
Со станции отправляются два прицепных вагона сообщением Бендеры — Москва и Бендеры — Санкт-Петербург, а также дизель-поезд «Бендеры — Кишинёв».